# Ǐ
Der Buchstabe Ǐ (kleingeschrieben ǐ) ist ein Buchstabe des lateinischen Schriftsystems, bestehend aus einem I mit Hatschek. Er stellt im Pinyin-Alphabet den dritten Ton des I dar. Ferner ist das I mit Hatschek im Firmenlogo von Vileda vorhanden.

## Darstellung auf dem Computer
Die ISO 8859-Kodierungen enthalten das I mit Hatschek nicht. Unicode enthält das I mit Hatschek an den Codepunkten U+01CF (Großbuchstabe) und U+01D0 (Kleinbuchstabe).
In TeX kann man mit \v I bzw. \v\i das I mit Hatschek bilden.